# Montuherkhepshef (figlio di Ramses III)
Montuherkhepshef (fl. XII secolo a.C.) è stato un principe egizio della XX dinastia, un figlio del faraone Ramses III.
Fu forse padre del faraone Ramses IX (1129-1111 a.C., oppure 1125-1107 a.C.); tale congettura si basa sul nome del figlio di Ramesse IX, Montuherkhepshef. Una nobildonna col titolo di Madre del Re, Takhat, fu forse la madre di Ramesse IX e così la moglie del primo Montuherkhepshef. Montuherkhepshef compare nella processione di principi nel tempio di Ramses III a Medinet Habu.
Potrebbe essere il medesimo principe Montuherkhepshef sepolto nella tomba KV13 della Valle dei Re.

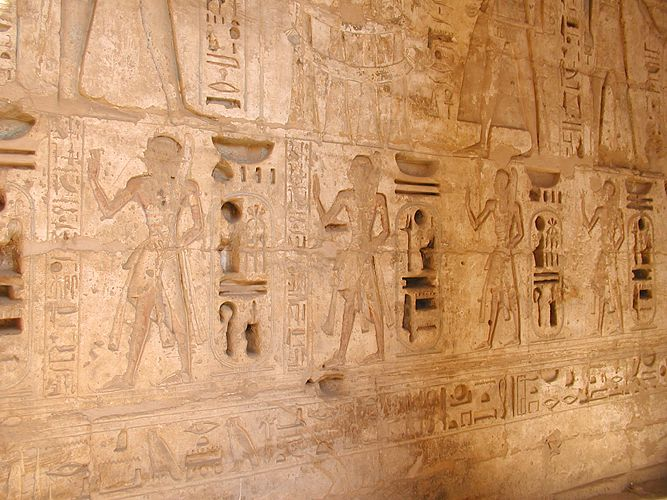
Particolare della processione dei figli di Ramses III, nel suo Tempio funerario a Medinet Habu.